# Konfrontation
Konfrontation é um filme de drama suíço de 1976 dirigido e escrito por Rolf Lyssy. Foi selecionado como representante da Suíça à edição do Oscar 1977, organizada pela Academia de Artes e Ciências Cinematográficas.

## Elenco
- Peter Bollag – David Frankfurter
- Gert Haucke – Wilhelm Gustloff
- Marianne Kehlau – Frau Hedwig Gustloff
- Hilde Ziegler – Doris Steiger
- Wolfram Berger – Zvonko
- Michael Rittermann – Rabbi Frankfurter
- Alfred Schlageter – Rabbi Salomon